# Gare de la rue Claude-Decaen
La gare de la rue Claude-Decaen est une gare ferroviaire française désaffectée de la ligne de Petite Ceinture, située dans le 12e arrondissement de Paris, près de la porte de Reuilly, en région Île-de-France.

## Situation

### Situation ferroviaire
La gare de la rue Claude-Decaen est située sur la ligne de Petite Ceinture, entre les gares de La Rapée-Bercy et de Bel-Air-Ceinture.

### Situation urbaine
Les quais de la gare se situent au-dessus de la rue Claude-Decaen, entre l'avenue du Général-Michel-Bizot et le boulevard Poniatowski. La gare jouxte le pont de la rue Claude-Decaen, qui se situe immédiatement au nord. La passerelle de la rue des Meuniers domine le site au sud et permet une vue des quais et voies.

## Histoire
Sur le trajet de la Petite Ceinture, la gare de la rue Claude-Decaen est initialement une simple halte desservant le bois de Vincennes. En 1907, elle est reconstruite, en même temps que la gare de La Rapée-Bercy, et devient une gare à part entière, munie d'un bâtiment en ciment armé recouvert de briques.
Le 30 janvier 1918, durant la première Guerre mondiale, la gare de la rue Claude-Decaen est touchée lors d'un raid effectué par des avions allemands.
Comme le reste de la Petite Ceinture, la gare est fermée au trafic voyageurs depuis le 23 juillet 1934. Le bâtiment voyageurs a été intégralement détruit par la suite. Seuls subsistent les escaliers d'accès et les quais.